# Cornelis Solingen

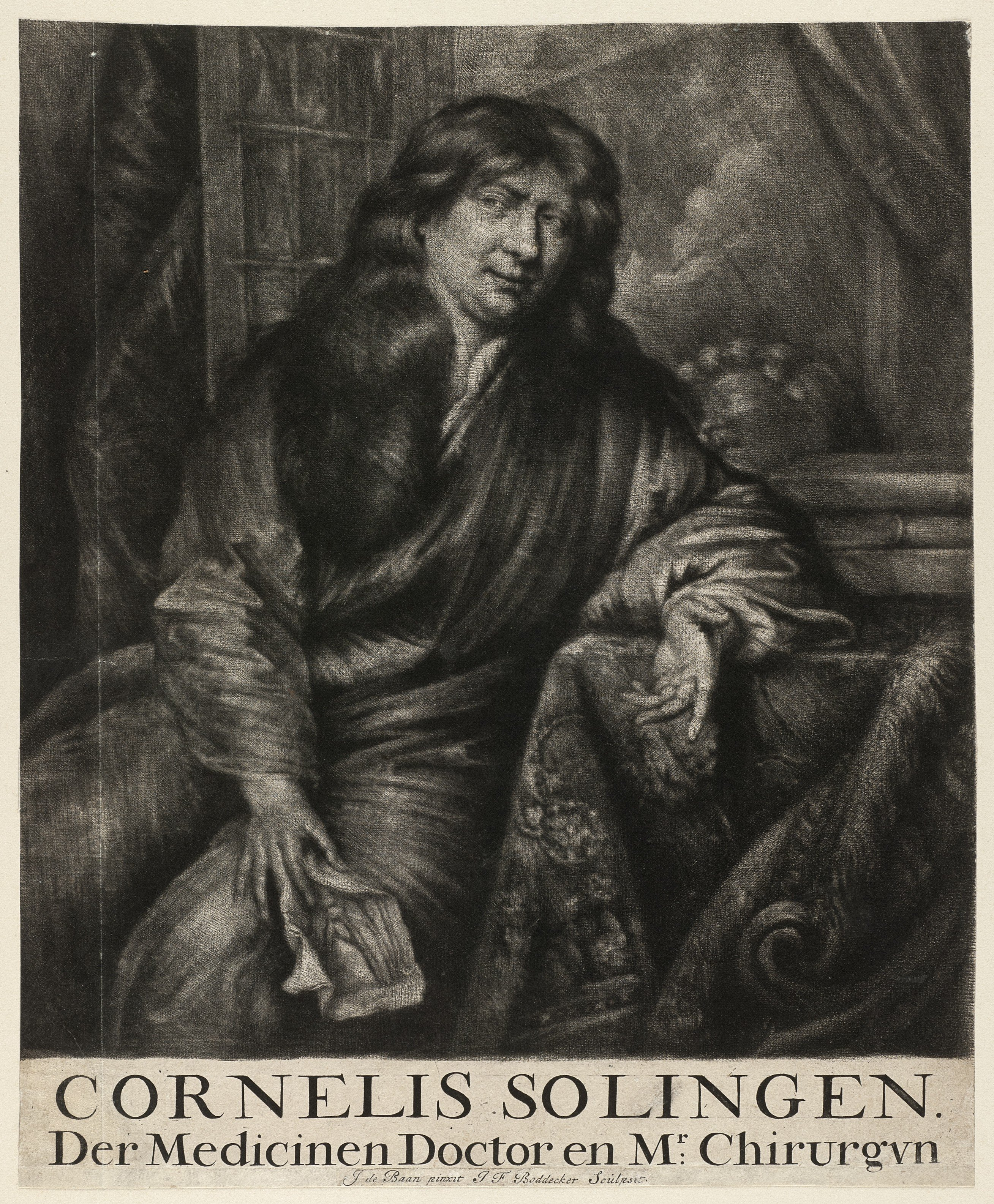
Portret van Cornelis Solingen
(gravure door Johann Friedrich Bodecker naar het schilderij van Jan de Baen)

Cornelis Solingen (1641-1687) was een Haagse chirurgijn en doctor medicinae. Onder Michiel de Ruyter en Cornelis Tromp heeft hij gediend als scheepsarts en scheepschirurgijn. Vanaf 1665 werkte hij als chirurgijn in Den Haag. Hij vervaardigde zijn chirurgische instrumenten vaak zelf. Deze waren heel strak van vormgeving, zonder krullen en versieringen. Deze tierelantijnen vond hij maar "stofnesten". Hoewel de kennis van hygiëne in de Gouden Eeuw nog erg klein was, vond Cornelis Solingen het erg belangrijk dat zijn chirurgische instrumenten eenvoudig te reinigen waren.
Chirurgische instrumenten van Cornelis Solingen zijn te zien in Rijksmuseum Boerhaave te Leiden.